# النقل الجوي الجنوبي
شركة النقل الجوي الجنوبي (1947-1998) كان مقرها ميامي في فلوريدا، وهي شركة شحن جوي عُرفت بكونها شركة واجهة لوكالة الاستخبارات المركزية (سي آي إيه) (1960-1973) ولدورها الأساسي في فضيحة إيران-كونترا في منتصف ثمانينيات القرن الماضي. خلال هذه العملية نقلت الشركة الأسلحة إلى إيران ومرتزقة «كونترا» عديمي الجنسية المدعومين من الولايات المتحدة في أمريكا الوسطى الذين قاتلوا حكومة ساندينستا في نيكاراغوا.

## التاريخ

### 1947-1986
أُسست شركة النقل الجوي الجنوبي في عام 1947 في ميامي كشركة للشحن الجوي إلى جزر باهاماس. واشترتها سي آي إيه في 1960 بقيمة 300 ألف دولار (من مؤسسها إف.سي. دوك مور) كانت شركة صغيرة تملك ثلاث طائرات وغارقة في الدين. فأصبحت فرعًا من شبكة الطيران «مؤسسة المحيط الهادئ» التابعة لسي آي إيه بإدارة «جورج أ.دوْل الابن». دعم قسم المحيط الهادئ من الشركة المجهود الحربي للولايات المتحدة في جنوب شرق آسيا، وشُغّلت 23 طائرة من طراز «لوكهيد هرقل» في أسطولها. وفقًا لصحيفة ميامي هيرالد، خلال الأعوام الثلاث عشر التي استحوذت فيها سي آي إيه على الشركة، ربحت الشركة نحو 23 مليون دولار كُرس معظمها لتوسيع عمل الشركة.
في إحدى مراحلها أصبحت الشركة أكبر الشركات المملوكة من قبل سي آي إيه بأصول فاقت 50 مليون دولار وأكثر من 8000 موظف.
باعت سي آي إيه الشركة مقابل 2.1 مليون دولار في عام 1973 لمدير الطيران الذي كان الواجهة لملكية سي آي إيه للشركة مدة 13 سنة، وذلك وفق تقرير لصحيفة ميامي هيرالد في 10 مارس 1975.
وفقًا للصحيفة، قُدرت أسهم الشركة بنحو  4.2مليون دولار حين باعتها سي آي إيه لستانلي ج.ويليامز الذي كان في الواجهة كرئيس للشركة من 1962 إلى 31 ديسمبر 1973، أي حتى شرائه لها.
لكن ويليام لم يرَ أن الصفقة ناجحة بالنسبة له كما تقول الصحيفة. قال ويليامز حينها: «لقد كانت صفقة طويلة وشاقة وقامت على التنافس».
بيعت الشركة مجددًا في عام 1979 لجيمس إتش.باستيان، الذي وصفته صحيفة لوس أنجلوس تايمز عام 1986 بأنه «محامي طيران من الدرجة الأولى في واشنطن، عمل سابقًا مع دُول في مؤسسة المحيط الهادئ من 1961 إلى 1974 كأمين ونائب رئيس ومستشار عام». وسّعت الشركة عائداتها تحت إدارة باستيان (من 9.8 مليون دولار في 1982 إلى 38 مليون دولار في 1985) وضمت أكثر من 500 موظف في 1986.

### أسطول عام 1982
أصبح أسطول شركة النقل الجوي الجنوبي في عام 1982 وفق التالي:
- ثلاث طائرات من نوع كورتيس سي- 46كوماندو.
- اثنتان من نوع دوغلاس دي سي-6.
- طائرة من طراز دوغلاس دي سي-8.[4]
- طائرة من طراز لوكهيد إل-100-20 هرقل.
- اثنتان من طراز لوكهيد إل-10-30 هرقل.

### عملية إيران-كونترا
ضمن أنشطة أوليفر نورث لمبادلة الأسلحة بالأسرى الأمريكيين في إيران ولدعم ثورة كونترا في نيكاراغوا، شحنت الشركة أربع حمولات من الأسلحة الأمريكية المتوجهة إلى إيران نحو إسرائيل، وفي رحلات العودة نقلت الأسلحة المتوجهة إلى الجناح اليميني لثورة كونترا في نيكاراغوا والمدعومة من الولايات المتحدة من البرتغال. في 5 أكتوبر 1986 فشلت طائرة من طراز سي-123كي محملة بالأسلحة بالعودة من نيكاراغوا. كان المسؤول عن العملية فيلكسر ودريغز، الضابط اللوجستي لعمليات نقل الأسلحة والمعدات من قاعدة إيلوبانغو الجوية في السلفادور إلى مخابئ الكونترا في الأدغال. لم يُبلغ رودريغز وزارة الدفاع أو سي آي إيه ولكنه تحدث إلى دونالد غريغ مستشار الأمن القومي لنائب الرئيس آنذاك جورج دبليو بوش. ساعدت حادثة إسقاط الطائرة في كشف فضيحة إيران-كونترا إذ أظهرت السجلات المسترجعة من حطام الطائرة ارتباط الشركة بتاريخ طويل مع سي آي إيه والكوكايين وعصابة المخدرات «كارتل ميديلين»، ووثقت السجلات عدة رحلات جوية إلى بارانكيا خلال أكتوبر 1985.
في الفترة نفسها، أبلغت واندا بالاسيوس مكتب التحقيقات الفيدرالي أن شركة النقل الجوي الجنوبي كانت تنقل المخدرات. عملت واندا في أوائل الثمانينيات في كارتل ميديلين في كولومبيا ولديها معرفة مباشرة بتعاملات الكارتل مع سي آي إيه وكونترا. قدمت شهادتها للسيناتور الأمريكي جون كيري. شهدت واندا في عام 1983-1985 وصول طائرات الشركة إلى بارانكيا محملة بالأسلحة المتجهة إلى الكارتل، والتي ستُرسل بعد ذلك إلى الكونترا. وتعود الطائرات إلى الولايات المتحدة محملة بالكوكايين. صرحت بالاسيو بأن خورخي لويس أوتشوافاسكيز شرح لها بنفسه صفقة تبادل المخدرات بالأسلحة مع سي آي إيه لتسليح كونترا.
بينما كانت تجري عملية إيران-كونترا حصلت شركة النقل الجوي الجنوبي على حظيرة في قاعدة دوفر الجوية، وهي قاعدة تابعة للقوات الجوية الأمريكية على بعد ميلين (3.2 كم) جنوب شرق مدينة دوفر بولاية ديلاوير.

### 1986-1999
نفذت الشركة عمليات في كينيا خلال الحرب الأهلية الرواندية باستخدام طائرة سي-13. وجندت وحاولت تجنيد أفراد في القوات الكندية وبعض أعضاء شركة النقل الجوي الإغاثي، وهي شركة طيران كندية تُشغّل طائرات سي-46إس في كينيا.
عملت شركة النقل الجوي الجنوبي في أسمرة في إثيوبيا (إريتريا الآن) خلال المجاعة الإثيوبية في أواخر الثمانينيات. ونقلت آلاف الأطنان من إمدادات الإغاثة في خضم حرب ساخنة بموجب عقود مع الأمم المتحدة وكاريتاس الدولية والاتحاد اللوثري العالمي واللجنة الدولية للصليب الأحمر منقذةً حياة الآلاف.
شاركت الشركة بقوة في جهود الإغاثة في المجاعات والكوارث في مناطق أخرى من أفريقيا.
دعمت الشركة الجسر الجوي فوق جنوب السودان من أواخر الثمانينيات وحتى منتصف التسعينيات. وفي إحدى الفترات، كانت طائرة هرقل التابعة للشركة هي الطائرة الوحيدة التي تمد مخيمات اللاجئين بالأغذية في جوبا في السودان خلال الحرب بين الشمال والجنوب. قدمت الشركة الطعام للعاجزين وأنقذت آلاف الأرواح.
شملت عمليات شركة النقل الجوي الجنوبي الواسعة عمليات خارج البلاد وداخلها وهبطت طائراتها في القارات السبع وعلى أرض أكثر من مئة دولة. كانت الطائرات متمركزة في بابوا في غينيا الجديدة في المملكة المتحدة وفي العديد من البلدان الأفريقية ومواقع أخرى، وعمل أفرادها في مختلف أنحاء العالم حسب ما اقتضت الحاجة.
جُند الطاقم من الأفراد العسكريين السابقين والمدنيين المدربين. نفذت الشركة باستمرار مهامًا صعبة بموجب مجموعة واسعة من العقود، الكثير منها في مناطق مضطربة كالصومال قبل وبعد معركة مقديشو. عملت طائرات هرقل أيضا في أنغولا وموزمبيق وجيبوتي والسنغال  وجمهورية الكونغو الديمقراطية.
حظي طاقم عمل الشركة بالتدريب المعياري على الدوام وبقيت الطائرات بحالة جيدة في ظل أصعب الظروف.
قبل تخفيض النفقات العسكرية خلال إدارة كلينتون، دعمت الشركة نظام الشحن الجوي التابع لسلاح الجو الأمريكي «لوغير» وأنظمة «كويكترانس» التابعة للبحرية الأمريكية محققةً كفاءة أعلى من قدرة الجيش وحده دون مساعدتها. حلقت طائراتها بشكل واسع أيضًا فوق أوروبا وغرب آسيا لدعم سلاح الجو الأمريكي والبحرية الأمريكية، انطلاقًا من قاعدة رامشتاين للقوات الجوية بالقرب من لاندشتول بألمانيا وراف ميلدنهال في شرق أنجليا بالمملكة المتحدة.
نقلت الشركة البضائع المختلفة، بدءًا من نقل الصحف من المملكة المتحدة إلى أيرلندا في الليل فوق البحر الأيرلندي شتاءً، إلى نقل الخيول التي يُراد استكثارها إلى البرازيل، وعُهدت بها كنوز الملك توت عنخ آمون. تضمنت إحدى المهام البارزة على متن طائرة بوينغ 747 نقل شحنة من الأسود من أمستردام إلى جوهانسبرج في جنوب إفريقيا، كانت الأسود مُعارة من حديقة حيوان أمستردام إلى حديقة حيوان جوهانسبرغ.
خدمت طائرات الشركة: لوكهيد إل-382إس، بوينغ 707إس، دوغلاس دي سي-8إس، بوينغ  747إس الكثير من شركات النقل التجارية وحملت الشحنات الضخمة والمواد الخطرة. ونفذت مهام الإمداد الاعتيادية إلى سفارات الولايات المتحدة في جميع أنحاء أمريكا اللاتينية مغطية كل من أمريكا الوسطى والجنوبية والمكسيك.
من أبرز إنجازات الشركة عقد مدته ثلاث سنوات لدعم عمليات الحفر لشركة شيفرون في المرتفعات الوسطى في بابوا في غينيا الجديدة، منطلقة من قاعدة في مطار نادزاب بالقرب من لاي. اعتمدت شيفرون كليًا على طائرات إل-382إس التابعة للشركة، إذ لم تصل الطرقات إلى موقع عمليات تحصيل النفط الضخمة بالقرب من بحيرة كوتوبو. ظروف الطيران في بابوا في غينيا الجديدة من الأكثر صعوبة في العالم، بسبب الرياح الموسمية سريعة التبدل التي تجتاح الجزيرة، وتضاريس البلاد الوعرة.
خلال عمليتي درع الصحراء وعاصفة الصحراء صارت إنجازات الشركة معروفة على نطاق واسع. حصل كل من الشركة وأعضائها على جوائز تقدير الأداء باعتبارهم أعضاء في الأسطول الجوي الاحتياطي من سلاح الجو الأمريكي.

## الانتقال إلى مدينة كولومبس
في 1994 تفاوض إدموند جيمس رئيس شركة دونوهو لخدمات التطوير مع الشركة وأعلن عن انتقال الشركة إلى مطار ريكنباكر الدولي في كولومبوس بأوهايو. معظم البضائع التي كانت تُشحن من هونغ كونغ إلى ريكنباكر كانت لصالح شركة ليزلي ويكسنر المحدودة. صرح جورج فوينوفيتش حاكم ولاية أوهايو قائلًا: «يسرني للغاية أن أرحب بشركة النقل الجوي الجنوبي في أوهايو التي ستكون أول شركة طيران تنقل مقرها العالمي إلى مطار ريكنباكر. سيساعد هذا كولومبوس بشكل كبير في أن تصبح ميناءً داخليًا عالمي المستوى».

### الإفلاس
في أواخر عام 1998، حاولت الشركة الاندماج مع شركات طيران أخرى، لكنها أعلنت الإفلاس في 1 أكتوبر في كولومبوس بأوهايو في اليوم نفسه الذي أصدر فيه المفتش العام بوكالة الاستخبارات المركزية تقريرًا مفصلًا حول ادعاءات تورط الشركة بتهريب المخدرات بالتواصل مع الجناح اليميني لقوات كونترا المدعومة والممولة من قبل الولايات المتحدة.
في 10 مارس 1999 بيعت أصول الشركة إلى شركة «ساوثرن إير» التي بدأت تشغيلها في نوفمبر 1999.